# National Bank Open 2025
National Bank Open 2025 — тенісний турнір, що проходив на кортах з твердим покриттям у місті Монреаль, Канада з 28 липня
4 серпня. Належав до категорій ATP 1000 та WTA 1000, був турніром серії Мастерс Канада 2025 року.

## Фінальна частина

### Чоловіки, одиночний розряд
Бен Шелтон —   Карен Хачанов 6–7(5–7), 6–4, 7–6(7–3)

### Жінки, одиночний розряд
Вікторія Мбоко —  Наомі Осака 2–6, 6–4, 6–1

### Чоловіки, парний розряд
Джуліан Кеш /  Ллойд Гласспул —  Джо Солсбері /  Ніл Скупскі 6–3, 6–7(5–7), [13–11]

### Жінки, парний розряд
Коко Гофф /  Маккартні Кесслер —  Тейлор Таунсенд /  Чжан Шуай 6–4, 1–6, [13–11]